# Trójkąt (film)
Trójkąt lub W kręgu przemocy (tytuł oryg. Triplecross) – amerykański film telewizyjny, wyreżyserowany w roku 1995 przez Jenö Hodi.

## Obsada
- Michael Paré jako Teddy "T.C." Cooper
- Billy Dee Williams jako agent Oscar Pierce
- Ashley Laurence jako Julia Summers
- Patrick Bergin jako Jimmy-Ray Danker
- Zachary Weintraub jako Jack, agent FBI
- James Hong jako stary Chińczyk